# Sixten Redlös
Sixten Redlös var ett punkband från Jönköping som var aktiva 1981-1987, 2002 och 2009-2010. Sixten Redlös släppte under sin aktiva period under 1980-talet ett par singlar och en LP. Under 90-talet gav SeaDog Records ut en Best Of-CD "Sålunda spelade Sixten Redlös" med gruppen. Sixten Redlös medverkade på ett flertal svenska punksamlingar. I skrivande stund [när?] finns nu också sju av gruppens låtar på musiksajten Spotify. Namnet Sixten Redlös stavas ibland "6-10 Redlös".
De hann med minst hundra spelningar runt om i Sverige.

## Bandmedlemmar
- Sång: Jöjje aka Baron Jürgen Faxe aka Jörgen M Andersson
- Bas: Hedda aka Henrik Norrsell
- Gitarr: Johan Lundgren
- Trummor: Jonas Bäckman/Johan Bomberg/Mats Lutten Larsson/Pekka Hiljanen

Sixten Redlös (aka 6-10 Redlös) startade som ett skatepunkband i början av 80-talet i Jönköping/Huskvarna. Första spelningen gjordes på en Skateboarduppvisning den 22 november 1981. Bandet kallades först för Rövens Hemd men bytte snart till Sixten Redlös. Gruppens medlemmar var starkt involverade i ockupationen av den gamla brandstationen i Jönköping och blev sålunda ett av de första banden som flyttade in i det Kulturhus som blev resultatet av ockupationerna. Trummisen Jonas ersattes av Johan och Jöjje slutade spela gitarr. Gruppen spelade in första demon i Asta Kasks studio Kloaken i Töreboda. Några år senare släpptes första singeln "Ni ska få ångra/Hämnd" på skivbolaget S-Skivor. 1985 släpptes singel nummer 2. "1000 stöveltramp på ryggen/Animal". Inspelad i MNW-studion i Waxholm av Curt-Åke Stefan. Under åren 1984-87 turnerade gruppen flitigt i Sverige, Danmark och Norge och gjorde runt 150 spelningar. 1986 lämnade Mats Lutten Larsson bandet för att bli trummis i Stockholms Negrer. Ersättare blev Pekka Hiljanen från Anti-Hund-Mina. Gruppen spelade in en LP "Slå Alarm" och fortsatte turnerandet land och rike kring. Sixten Redlös gjorde bland annat en bejublad konsert på första Hultsfredsfestivalen och blev där upptäckta av engelska New Model Army som bjöd med gruppen på en Englands-turné. Sixten Redlös upplöstes 1987 efter en rad kaotiska spelningar, interna småbråk och tjafs med olika boknings- och skivbolag. 1994 släppte Sixten Redlös en samlingscd "Sålunda spelade Sixten Redlös". I samband med det gjorde gruppen några spelningar. När Kulturhuset i Jönköping firade 20-årsjubileum 2002 var Sixten Redlös huvudattraktionen. 2009 var det åter dags för Sixten Redlös att kliva upp på scen. Tillsammans med punkkamraterna i Asta Kask gjorde de ett antal utsålda gigs. Bland annat i Huskvarna Folkets Park inför en entusiastisk publik på över 600 personer. Under 2010 spelade Sixten Redlös på "Den stora Punkgalan" i Stockholm med bland annat Bitch Boys, Stoodes, Problem och P-nissarna. 2010 släpptes en live-cd "Hett" med låtar från konserter inspelade 2009. Vid samtliga återföreningar efter gruppens upplösning 1987 har Mats Lutten Larsson suttit bakom trummorna. 
Under 2017 gjorde Sixten Redlös en längre turné tillsammans med KSMB, Sir Reg och Matriarkatet. Under 2018 spelade Sixten Redlös på Close-Up båten tillsammans med bland annat Asta Kask och Charta 77.

## Diskografi
- Singlar: Ni ska få ångra/ Hämnd.
- 1000 Stöveltramp på ryggen / I wish I woz an animal.
- LP: Slå Alarm.[1]
- Samling CD: Sålunda spelade Sixten Redlös.[2]
- Varning för Punk vol 3 - medverkan
- MNW Svenska Punkklassiker vol 2 - medverkan
- Rock against raggare vol 2 - medverkan
- Live-CD: Hett

## Några av låtarna
- 1000 Stöveltramp På Ryggen
- I wish i voz an animal
- Hämnd
- Ni Ska Få Ångra
- Olik
- Grabben med Choklad
- Vi vet att han kommer snart